# Kraftwerk Ice Harbor
Das Kraftwerk Ice Harbor (englisch Ice Harbor Lock and Dam) ist ein Laufwasserkraftwerk im Bundesstaat Washington, USA. Es ist das letzte Kraftwerk in der Kette von insgesamt 17 Wasserkraftwerken am Snake River, einem linken Nebenfluss des Columbia Rivers. Der Snake River bildet an dieser Stelle die Grenze zwischen dem Franklin County und dem Walla Walla County.
Mit den Bauarbeiten wurde im Januar 1956 begonnen. Das Kraftwerk ging im Dezember 1961 in Betrieb. Es wurde durch das United States Army Corps of Engineers (USACE) errichtet und wird auch vom USACE betrieben. Grundlage für die Errichtung war der River and Harbor Act von 1945. Durch das Stauwerk wurden die Windust Caves geflutet, eine Gruppe von neun Höhlen, die für die voreuropäische Geschichte ab etwa 10.000 v. Chr. von großer Bedeutung sind.

## Absperrbauwerk
Das Absperrbauwerk ist eine Gewichtsstaumauer aus Beton mit einer Höhe von ungefähr 30 m (100 ft), an die sich ein Erdschüttdamm auf der rechten Flussseite anschließt. Es besteht aus einem Maschinenhaus auf der linken Flussseite, einer Wehranlage mit zehn Wehrfeldern in der Mitte, sowie einer Schleuse auf der rechten Seite. Die Mauerkrone liegt auf einer Höhe von 138 m ü. d. M. (453 ft). Die Gesamtlänge einschließlich des Staudamms beträgt 860 m (2.822 ft); davon entfallen 205 m (671 ft) auf das Maschinenhaus, 180 m (590 ft) auf die Wehranlage und 53 m (173 ft) auf die Schleuse. Über die Wehranlage können maximal 24.000 m³/s (850.000 ft³/s) abgeleitet werden.

## Stausee
Beim normalen Stauziel von 134 m (440 ft) erstreckt sich der Stausee Sacajawea über eine Fläche von rund 33,9 km² (8.375 Acres). Das minimale Stauziel liegt bei 133 m (437 ft), das maximale bei 136 m (446 ft).

## Kraftwerk
Das Kraftwerk Ice Harbor verfügt über eine installierte Leistung von 603 MW. Als maximal mögliche Leistung (engl. overload capacity) werden 693 MW angegeben, die allerdings nur für einige Stunden erzeugt werden können. 2011 wurden 2,49 Mrd. kWh erzeugt.
Die ersten drei Maschinen wurden 1961 in Betrieb genommen. Drei weitere Maschinen wurden bis Januar 1976 installiert. Bei allen Maschinen handelt es sich um Kaplan-Turbinen. Die Turbinen 1 bis 3 leisten jedweils maximal 90 MW und die zugehörigen Generatoren 95 MVA. Die Nenndrehzahl dieser Turbinen liegt bei 90/min. Die Turbinen 4 bis 6 leisten jedweils maximal 111 MW und die zugehörigen Generatoren 117 MVA. Die Nenndrehzahl dieser Turbinen liegt bei 87,5/min. Der maximale Durchfluss liegt bei 3000 m³/s (106.000 ft³/s).
Der erzeugte Strom wird durch die Bonneville Power Administration (BPA) vermarktet. Die BPA setzt die vier untersten Kraftwerke am Snake River als Spitzenlastkraftwerke ein, um insbesondere die schwankende Stromerzeugung aus Windparks auszugleichen.

## Schleuse
Auf der rechten Seite der Staumauer befindet sich eine Schleuse mit einer Kammerlänge von 206 m (675 ft) bei einer Breite von 26 m (86 ft).

## Sonstiges
Es sind zwei Fischtreppen vorhanden.